# Edward Patrick Kenny
Edward Patrick Kenny (ur. styczeń 1888, zm. ?) – as lotnictwa australijskiego Royal Australian Air Force z 7 potwierdzonymi  zwycięstwami w I wojnie światowej. 
Edward Patrick Kenny pochodził z miasta Trafalgar w stanie Wiktoria, zaciągnął się do Armii Australijskiej 15 lipca 1915 roku. Po służbie w 4th Australian Light Horse Regiment, w 1917 roku został przyjęty do Royal Australian Air Force. 
Do jednostki No. 1 Squadron RAAF dołączył w końcu 1917 roku. Latał na samolocie Royal Aircraft Factory B.E.2 i walczył w Egipcie jako pilot. Pierwsze zwycięstwo powietrzne odniósł 28 kwietnia 1918 roku.  Ostatnie 7 zwycięstw odniósł z obserwatorem Leslie William Sutherland (razem odnieśli 6 zwycięstw powietrznych, w tym trzy 3 sierpnia 1918).
Po zakończeniu wojny w marcu 1919 roku powrócił do Australii. Jego dalsze losy nie są znane.